# Bagrat VI. Gruzijski
Bagrat VI. (gruz.: ბაგრატ VI; oko 1439. – 1478.), predstavnik imeretskog ogranka dinastije Bagration, bio je kralj Imeretije (kao Bagrat II.) od 1463. godine, i kralj Gruzije od 1465. do svoje smrti.

## Život
Bio je sin princa (batonišvili) Đure. Oko 1455. godine, gruzijski kralj Đuro VIII. dodijelio mu je naslov eristavija od Samokalakoa (Kutaisi, zapadna Imeretija i okolica). Početkom 1460-ih, Bagrat je podržao pobunjenog princa Kvarkvara II. Džakelija, atabega Meshetije (Samche), pa mu je Đuro oduzeo titulu eristavija. Godine 1463., Bagrat je predvodio koaliciju zapadno-gruzijskih plemića protiv Đure VIII. i porazili ga u bitci kod Čihorija. Poslije je Bagrat zauzeo Kutaisi i okrunio se za kralja Imeretije. Zbog zasluga za njihovu pomoć, novopečeni kralj je svakom od svoja četiri saveznika bio obvezan stvoriti kneževinu (samtavro). O tada su klanovi Gelovani u Svanetiji, Šervashidze u Abhaziji, Dadiani u Mingreliji i Vardanidze u Guriji vladali kao polunezavisni knezovi.

### Kralj Gruzije
Godine 1465., nakon što je porazio kralja Đuru VIII. i zatvorio Kvarkvara od Meshetije, Bagrat je iskoristio priliku i prešao granice Istočne Gruzije (Unutarnja Kartlija), gdje se proglasio kraljem cijele Gruzije. Zapravo je posjedovao samo zapadnu Gruziju i Unutarnju Kartliju i uglavnom je ostao u zapadnoj Gruziji. U svojim zapadnim posjedima osnovao je i zasebnu crkvu, katolikosat Abhazije, neovisnu od patrijarhata Mchete (tj. Gruzijske pravoslavne Crkve). Da bi opravdao taj korak, pitao je Mihaela, patrijarha od Antiohije i Jeruzalema, da sastavi "Zakon vjere" koji će kazati da su zapadna i istočna Gruzija imale različitu povijest obraćenja i da bi stoga trebale biti neovisne jedna od druge.
Kad je oslobođen iz zarobljeništva, Đuro VIII. je pokušao vratiti se na svoje prijestolje, no to je uspio samo samo u Kahetiji, ostavljajući prostora za Kartliju svom nećaku Konstantinu koji je izgleda učvrstio svoju vlast u Donjoj Kartliji 1469. godine. Za to vrijeme ove trijumvirata, Gruziju je najmanje dva puta napadnuta od strane Uzun Hasan, šahanšaha Ak Koyunlua. Bagrat se moraosklopiti primirje s osvajačima, prepustivši Tbilisi neprijatelju. Tek nakon Uzun Hasanove smrti, 1478. godine, Gruzijci su uspjeli povratiti svoj glavni grad.
Godine 1477., Vamek II. Dadiani, eristavi od Mingrelije,  usprotivio se Bagratovoj vlasti u zapadnoj Gruziji, zatim je okupio Abhaze i Gurijce i započeo prepade u Imeretiji. Reakcija gruzijskog kralja bila je trenutna. Bagrat VI. pobijedio je, i pokorio Vameka II.
Bagrat je umro 1478. godine, a naslijedio ga je sin Aleksandar II. Pokopan je u samostanu Gelati kod Kutaisija.

## Obitelj i djeca
Bagrat je bio oženjen Elenom. S njom je imao tri sina:
- Vahtang (umro vrlo mlad),
- Aleksandar II. od Imeretije i
- David